# South Gate (Kalifornia)
South Gate város az USA Kalifornia államában, Los Angeles megyében. Lakosainak száma 92 726 fő (2020. április 1.).

## Népesség
A település népességének változása:
| Lakosok száma | 19 632 | 94 396 | 92 726 |
|               | 1930   | 2010   | 2020   |